# SBS U
SBS U는 (주)SBS가 운영하는 지상파 DMB 방송국으로, 수도권지역을 가시청권으로 하고 있으며, 2005년 12월 1일에 개국하였다. 현재 비디오 채널 2개와 비주얼 라디오 채널 1개, 데이터 채널 1개를 송출하고 있다. 모든 방송 시간에 SBS TV를 수중계하다가, SBS TV 정파 시에는 자체방송으로 넘어간다.

## 채널 목록
| 앙상블명 | 채널명      | 송출형식           | 전송속도 | 자체/임대 |
| -------- | ----------- | ------------------ | -------- | --------- |
| SBS U    | HD SBS u TV | 비디오 채널 (DMB)  | 440kbps  | 자체      |
| SBS U    | SBS u TV    | 비디오 채널 (DMB)  | 320kbps  | 자체      |
| SBS U    | SBS V-Radio | V-Radio 채널 (DMB) | 96kbps   | 자체      |

## 비디오 채널
- SBS u TV

모든 방송 시간에 SBS TV를 재전송하며, 지방에서는 ubc, JTV, CJB(2차민방)를 제외한 나머지만 방송하고, 정규 편성을 하지 않는 새벽 시간에는 "뮤비클럽"과 "안전 365"만 방송되고 있다.

## 오디오 (V-Radio) 채널
- SBS V-Radio

프로그램
- Morning 20
- Classic 20
- Pops 20
- K-POP 20
- Hits 20
- Oldies 20
- Power 20
- Love 20
- Indie 20
- Relax 20

## 방송 송출 시설망
- 호출부호 : HLSQ-TDMB

| 송신소        | 주파수              | 출력 | 송신소 위치                                |
| ------------- | ------------------- | ---- | ------------------------------------------ |
| 관악산 송신소 | CH 12C (208.736MHz) | 2㎾  | 경기 안양시 동안구 비산3동 산3-1           |
| 남산 중계소   | CH 12C (208.736MHz) | 2㎾  | 서울 용산구 용산동2가 산1-3                |
| 파평 중계소   | CH 12C (208.736MHz) | 20W  | 경기 파주시 파평면 눌노리 산23-8           |
| 포천 중계소   | CH 12C (208.736MHz) | 20W  | 경기 포천시 신북면 기지리 산98-5           |
| 용문산 중계소 | CH 12C (208.736MHz) | 1㎾  | 경기 양평군 옥천면 용천리 산2-1            |
| 불광 중계소   | CH 12C (208.736MHz) | 90W  | 경기 고양시 덕양구 용두동 산30-1 (매봉)    |
| 하점 중계소   | CH 12C (208.736MHz) | 90W  | 인천 강화군 하점면 이강리 산173-3 (별립산) |
| 계양산 중계소 | CH 12C (208.736MHz) | 1㎾  | 인천 계양구 목상동 산57-1                  |
| 만월 중계소   | CH 12C (208.736MHz) | 90W  | 인천 남동구 간석3동 산32-1 (만월산)        |
| 안산 중계소   | CH 12C (208.736MHz) | 20W  | 경기 안산시 상록구 성포동 산40-1 (노적봉)  |
| 광교산 중계소 | CH 12C (208.736MHz) | 1㎾  | 경기 용인시 수지구 고기동 산52             |
| 운중 중계소   | CH 12C (208.736MHz) | 20W  | 경기 성남시 분당구 운중동 산83             |
| 광주 중계소   | CH 12C (208.736MHz) | 90W  | 경기 광주시 경안동 산20-42                 |
| 용인 중계소   | CH 12C (208.736MHz) | 90W  | 경기 용인시 처인구 역북동 산3-1            |
| 이동 중계소   | CH 12C (208.736MHz) | 90W  | 경기 용인시 처인구 이동읍 어비리 산80-1    |
| 안성 중계소   | CH 12C (208.736MHz) | 90W  | 경기 안성시 당왕동 산26 (비봉산)           |

## 관련 보기
- 디지털 멀티미디어 방송
- U-KBS
- MBC DMB
- YTN DMB